# Gesine Lötzsch
Gesine Lötzsch (ur. 7 sierpnia 1961 w Berlinie) – niemiecka polityk, filolog i samorządowiec, działaczka ugrupowań komunistycznych i postkomunistycznych, współprzewodnicząca Lewicy w latach 2010–2012, posłanka do Bundestagu.

## Życiorys
W latach 1980–1985 studiowała na Uniwersytecie Humboldtów w Berlinie, uzyskując dyplom nauczyciela języków niemieckiego i angielskiego. W 1987 pracowała naukowo w Holandii. W 1988 doktoryzowała się na macierzystej uczelni, do 1991 pracowała jako nauczyciel akademicki na Uniwersytecie Humboldtów.
W 1984 wstąpiła do komunistycznej Socjalistycznej Partii Jedności Niemiec. Po rozwiązaniu SED w 1990 działała w jej następczyni SED-PDS, przekształcanej kolejno w Partię Demokratycznego Socjalizmu i Die Linkspartei.PDS. Od 1991 zasiadała we władzach tej partii. W 2007 została działaczką powstałej na bazie dotychczasowego ugrupowania Lewicy.
W latach 1989–1990 radna dzielnicy Lichtenberg, w 1990 radna miejska w Berlinie, a od 1991 do 2002 posłanka do berlińskiej Izby Deputowanych. W latach 1991–1993 przewodniczyła frakcji PDS, w parlamencie landu kierowała też komisją do spraw europejskich i federalnych.
W wyborach w 2002 po raz pierwszy wybrana do Bundestagu. Z powodzeniem ubiegała się o reelekcję w 2005, 2009, 2013, 2017 i 2021. Była m.in. wiceprzewodniczącą partyjnej frakcji.
W styczniu 2010 Gesine Lötzsch i Klaus Ernst zostali wybrani na współprzewodniczących Lewicy. W kwietniu 2012 zrezygnowała ze stanowiska ze względu na chorobę męża.
Zamężna z językoznawcą Ronaldem Lötzschem, ma dwoje dzieci.